# Бети Евърет
Бети Евърет (на английски: Betty Everett) (23 ноември 1939 – 19 август 2001) е американска певица в стил ритъм енд блус, известна през 1960-те години.

## Биография
Евърет е родена на 23 ноември 1939 година в Грийнуд, САЩ. От малка започва да свири на пиано и да пее в местния църковен хор. В края на 50-те се премества да живее в Чикаго, където пее заедно с Мъди Уотърс и Меджик Сам, правейки записи за редица местни звукозаписни компании, сред които „Cobra“ и „Onederful“.
Прелом в кариерата ѝ настъпва, когато започва да пее за „VeeJay Records“. През пролетта на 1964 година тя записва песен, която остава в историята на музиката, като национален хит на годината – The „Shoop Shoop Song (It's In His Kiss)“. Същата година хит става и дуета ѝ с Джери Бътлър „Let It Be Me“. Тя прави изключително успешно турне в Англия, последвано от последния ѝ успешен запис, „There'll Come A Time“, достигнал второ място в класациите (1969).
Последната ѝ песен, успяла да влезе в класациите, е „True Love (You Took My Heart)“. През 1991 година певицата Шер прави нов запис на „The Shoop Shoop Song“ с който се изстрелва на върха на класациите.
Бети Евърет умира на 19 август 2001 година в дома си в Белойт, САЩ на 61-годишна възраст.

## Дискография

### Албуми
- 1962 Betty Everett & Ketty Lester (с Кети Лестър)
- 1963 It's in His Kiss
- 1964 They're Delicious Together (с Джери Бътлър)
- 1968 I Need You So
- 1969 There'll Come a Time
- 1970 Betty Everett Starring
- 1974 Betty Everett
- 1974 Love Rhymes
- 1975 Happy Endings

### Сборни албуми
- 1964 The Very Best of Betty Everett
- 1969 Betty Everett and the Impressions (с „Импрешънс“)
- 1993 The Shoop Shoop Song
- 1995 The Fantasy Years
- 1998 Best of Betty Everett Let It Be Me
- 2000 The Shoop Shoop Song (It's in His Kiss)

### Сингли
- 1964 „You're No Good“ (US #51)
- 1964 „The Shoop Shoop Song (It's in His Kiss)“ (US #6)
- 1964 „I Can't Hear You“ (US #66)
- 1964 „Let It Be Me“ (дует с Джери Бътлър) (US #5)
- 1965 „Smile“ (дует с Джери Бътлър) (US #42)
- 1965 „Getting Mighty Crowded“ (US #65)
- 1969 „There'll Come a Time“ (US #26)
- 1969 „I Can't Say No to You“ (US #78)
- 1969 „It's Been a Long Time“ (US #96)
- 1970 „Unlucky Girl“
- 1971 „I Got to Tell Somebody“ (US #96)
- 1971 „Ain't Nothing Gonna Change Me“
- 1973 „Danger“
- 1974 „Sweet Dan“